# تشارلز مونتاغيو كوكي جونيور
تشارلز مونتاغيو كوكي جونيور (بالإنجليزية: Charles Montague Cooke, Jr.)‏ هو عالم رخويات ‏ وعالم حيوانات وعالم نبات أمريكي، ولد في 20 ديسمبر 1874 في هونولولو في الولايات المتحدة، وتوفي في 29 أكتوبر 1948.